# Kenilworth (Utah)
Kenilworth – jednostka osadnicza w Stanach Zjednoczonych, w stanie Utah, w hrabstwie Carbon.